# Wedemark
Wedemark is een gemeente in de Duitse deelstaat Nedersaksen, en maakt deel uit van de Region Hannover.
Wedemark telt 29.550 inwoners.

## Indeling van de gemeente

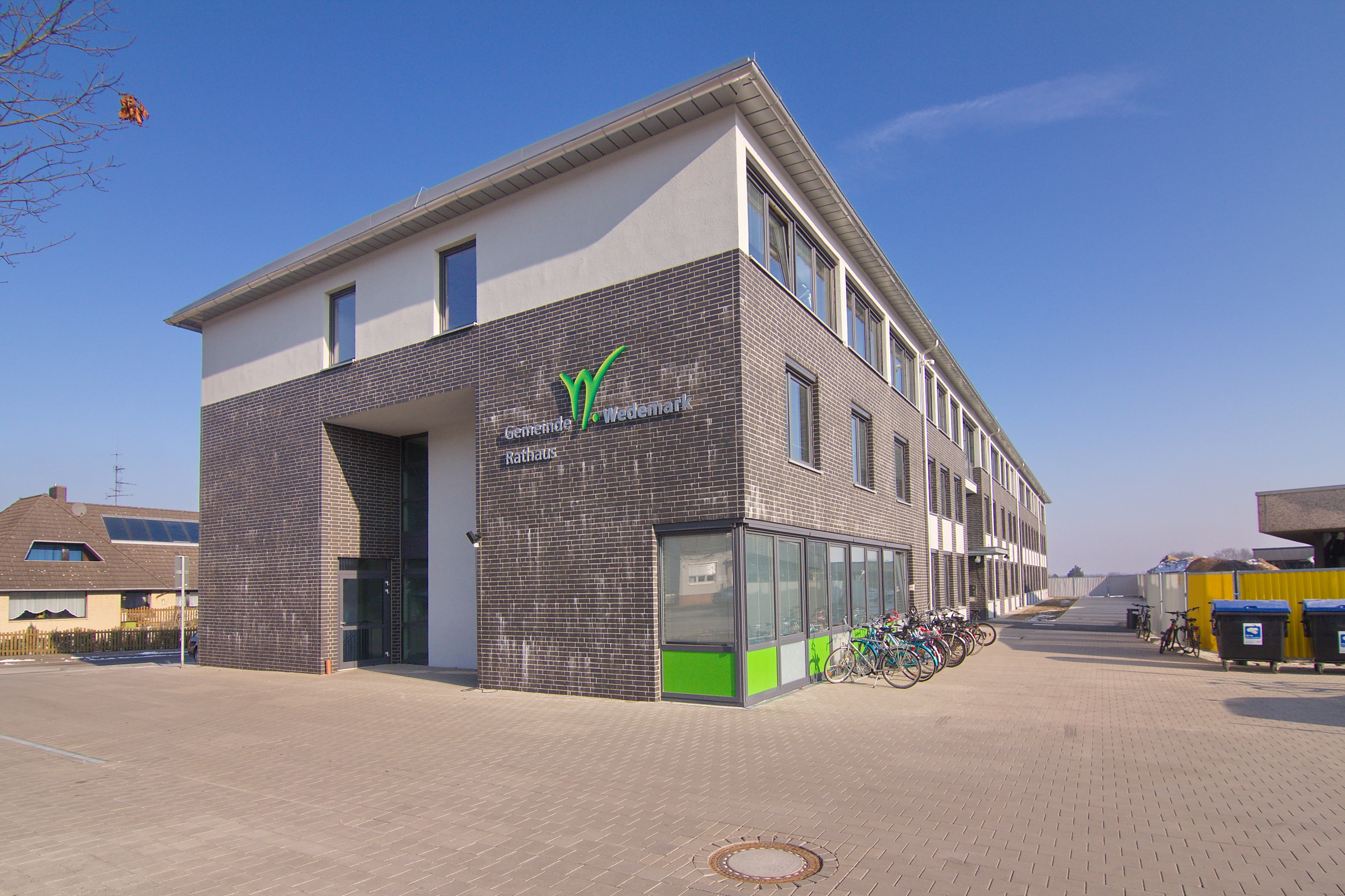
Gemeentehuis te Mellendorf
Situering van de Ortsteile van Wedemark

De gemeente Wedemark bestaat uit de volgende dorpen:
| - Abbensen (1.041 inwoners) - Bennemühlen (334) - met Siedlung Kleiner Ring (Fillerheide) - Berkhof (1.077), bij afrit 51 van de Autobahn A7 - met Plumhof - en Sprockhof - en Siedlung Steinriede - en Siedlung Hoheheide - en gehucht Auf den Raden - Bissendorf (5.033) - Bissendorf-Wietze (2.271), een gedeelte van de Wietzesiedlung - met Siedlung Wennebostel-Wietze - Brelingen (2.243) met de gehuchten: - Schadehop - Ohlenbostel - Duden-Rodenbostel (108), onderverdeeld in: - Dudenbostel - Rodenbostel - Elze (2.945) met: - Siedlung Langeloh - het gehucht bij de waterwinningswerken van Elze-Berkhof - Gailhof (635) met: - Siedlung Hessenweg - gehucht Mohmühle | - Hellendorf (1.363) - Meitze (747) - met gehucht Meitzer Busch - Mellendorf (6.665), zetel van het gemeentebestuur - met gehucht Brelinger Straße - Negenborn (792) - met Siedlung Hühnerberg - en gehucht Im Hagen/Im Walde - en gehucht An der Düpe - Oegenbostel (389) - met Bestenbostel - en gehucht Ibsingen - Resse (2.547) met gehuchten: - Lönswinkel - Osterbergstraße - Scherenbostel (1.086) - met Schlage-Ickhorst, onderverdeeld in: - gehucht Schlage - Siedlung Ickhorst - en Wiechendorf - en Siedlung Buchholz - Wennebostel (756) |

Het aantal inwoners is ontleend aan de website van de gemeente. Peildatum 31 december 2015.
De meerderheid van de christenen in de gemeente is evangelisch-luthers.

## Ligging, verkeer, vervoer
De gemeente ligt minder dan 20 kilometer ten zuiden van de vallei van de Aller en van de Lüneburger Heide en direct ten noorden van de voorsteden van Hannover.

### Naburige gemeenten
- Neustadt am Rübenberge (aan de westkant)
- Samtgemeinde Schwarmstedt (aan de noordkant)
- Burgwedel (aan de oostkant)
- Langenhagen en Garbsen, voorsteden van Hannover, aan de zuidkant

### Wegvervoer
Bij Berkhof bevindt zich afrit 51 van de Autobahn A7. Nog juist binnen de gemeente ligt het knooppunt van Autobahnen Dreieck Hannover-Nord. Hier takt de A352 zuidwestwaarts langs Hannover van de A7 af om 17 km verder op de Autobahn A2 uit te komen.
Veel kleinere verbindingswegen komen samen in Mellendorf, de hoofdplaats van de gemeente.

### Openbaar vervoer

Lijnennetkaart S-Bahn Hannover
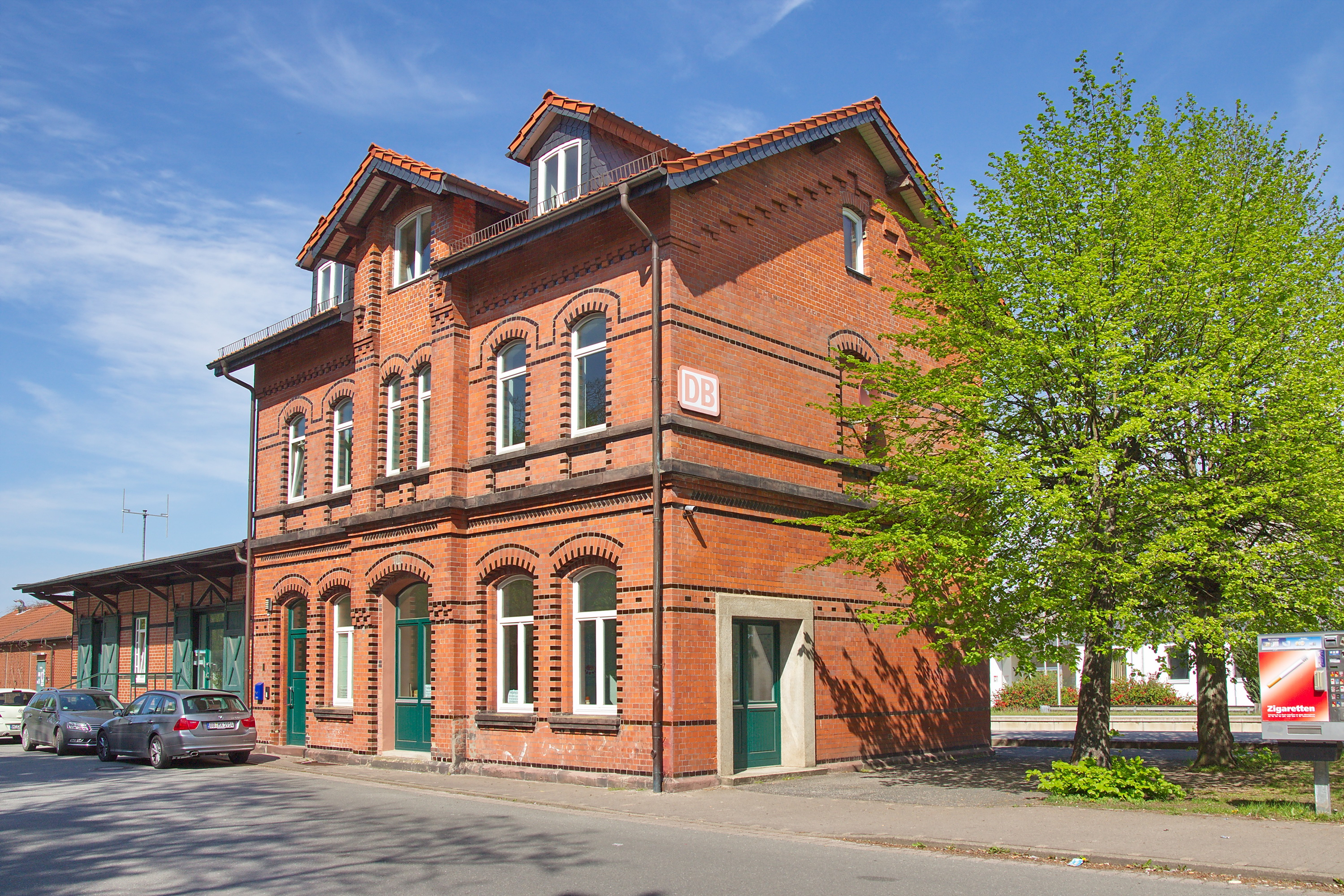
Oude station van Mellendorf (1890)

Te Mellendorf, respectievelijk Bissendorf, bevinden zich de spoorwegstations Station Mellendorf en Station Bissendorf aan de Spoorlijn Hannover - Bremervörde. Lijn S4 van de S-Bahn van Hannover rijdt via deze stations  over deze lijn tot aan Bennemühlen (op bovenstaande lijnennetkaart geheel bovenaan). Van Station Bennemühlen rijdt een bus verder richting Soltau. Binnen de gemeente Wedemark bestaat een net van buurtbussen en aanvullende schoolbuslijnen.

### Vliegverkeer
Direct ten zuiden van de gemeente bevindt zich de luchthaven van Hannover, Flughafen Hannover-Langenhagen.

## Economie
De gemeente bestaat vooral van landbouw, veeteelt en (vanwege het natuurschoon) toerisme. Op enige bedrijventerreinen, vooral nabij de autosnelweg, is enig midden- en kleinbedrijf gevestigd. 
In Ortsteil Gailhof staat het Jugend-, Gäste- und Seminarhaus der Region Hannover, een vooral op jongeren en schoolklassen gericht congrescentrum. 
Van groter economisch belang is:
- het hoofdkantoor van het elektronicaconcern Sennheiser te Wennebostel
- Wasserwerk Elze-Berkhof, een drinkwaterwinningsinstallatie voor de regio Hannover
- de grindwinning in de Brelinger Berg in het noorden van de gemeente
- een distributiecentrum van een grote supermarktketen, aan de A7 nabij Berkhof.

## Geschiedenis
Zie ook: Hertogdom Brunswijk-Lüneburg.
Bij Meitze werd tot 1993 grind gewonnen. Bij deze werkzaamheden zijn regelmatig botresten van uitgestorven dieren uit de Oude Steentijd ontdekt, alsmede een artefact, waarvan vermoed wordt, dat het door een Neandertaler is bewerkt.
Onder andere uit opgravingen bij Wennebostel (grafvondsten van 500 v.Chr.)  in 2020 is gebleken, dat in de Bronstijd en IJzertijd het gebied van Wedemark naar verhouding dicht bevolkt was. 

Over het bos Rundshorn, enige kilometers ten oosten van Mellendorf en aan de A7 richting Burgwedel, is bekend, dat op 6 mei  1354 hertog Willem van Lüneburg er een rechtszitting in de open lucht zou hebben voorgezeten. Op deze gerechtsplaats is  in de 19e eeuw een eik, de Sodeiche, geplant.
Na de Tweede Wereldoorlog, waarin de gemeente slechts weinig oorlogsschade opliep, nam de bevolking sterk toe door de instroom van Heimatvertriebene, immigranten uit de in 1945 aan Duitsland ontnomen gebieden, zoals Silezië en Oost-Pruisen.
Rond 1961, nadat de Autobahn A7 was aangelegd, begon de ontwikkeling van Mellendorf tot een regionaal centrum met o.a. winkels en andere voorzieningen voor de gehele gemeente,  industrie en logistieke bedrijven.

## Bezienswaardigheden
- Het zgn. Amtshaus te Bissendorf (huis van de vertegenwoordiger van de landheer, de Amtmann) werd gebouwd in 1560 en uitgebreid in 1611. Het is een filiaal van het gemeentehuis, waar o.a. de burgerlijke stand is gevestigd en waar men in het huwelijk kan treden.
- In het zgn. Kavaliershaus te Bissendorf (1621)  is een streekmuseum gevestigd. Interessant is de verzameling fossielen en de permanente expositie van enige verdienstelijke lokale kunstenaars, alsmede de werkplaats van Karl Montag, een  uit de streek afkomstige, autodidacte vioolbouwer, die enige violen van zeer hoge kwaliteit heeft gemaakt; deze instrumenten zijn door enige wereldberoemde violisten[3] bespeeld.
- De in 1912 gebouwde Johanneskapel te Abbensen bevat een kostbare altaarkast, die rond 1500 is gemaakt
- Verscheidene schilderachtige boerderijen en huisjes o.a. in Bennemühlen, Berkhof, Elze, Meitze en Oegenbostel.
- Recreatieplas (voormalige zandwinning) Natelsheidesee in Bissendorf-Wietze nabij de A352
- In 1928 werd in een bos bij Bissendorf-Wietze, conform de trend binnen Duitse jeugdbewegingen van die tijd, als vergader- en activiteitengebouw voor de jeugdbeweging van de Evangelische Kirche Deutschlands een imitatie van een middeleeuws kasteel (Jugendburg) gebouwd, de Eichenkreuzburg. Na een intermezzo tijdens en kort na de Tweede Wereldoorlog (eerst als luchtafweerstelling in gebruik, daarna als opvangcentrum voor Heimatvertriebene) dient het -intussen onder monumentenzorg vallende- gebouw weer voor zijn oorspronkelijke doel. Er kunnen maximaal 35 jongeren in overnachten.
- De gemeente is rijk aan natuurschoon. Bijzonder is de streek Hannover Moorgeest, een uit moeras, veen en bos bestaand gebied. Over dit landschapstype is bij het dorp Resse een informatiecentrum ingericht met de naam MOORiZ (Veen-informatie-centrum).
- Het gedeelte van de bijna 100 m hoge heuvel Brelinger Berg, waar geen grindwinning plaatsvindt is een verscheidene km2 groot bosgebied, waar de bevolking graag komt wandelen, hardlopen e.d.. Ter plaatse is ook een 5½ km lange beeldenroute Bewegte Steine uitgezet, die van informatiepanelen over zowel de beeldhouwkunst als de geologie  is voorzien.

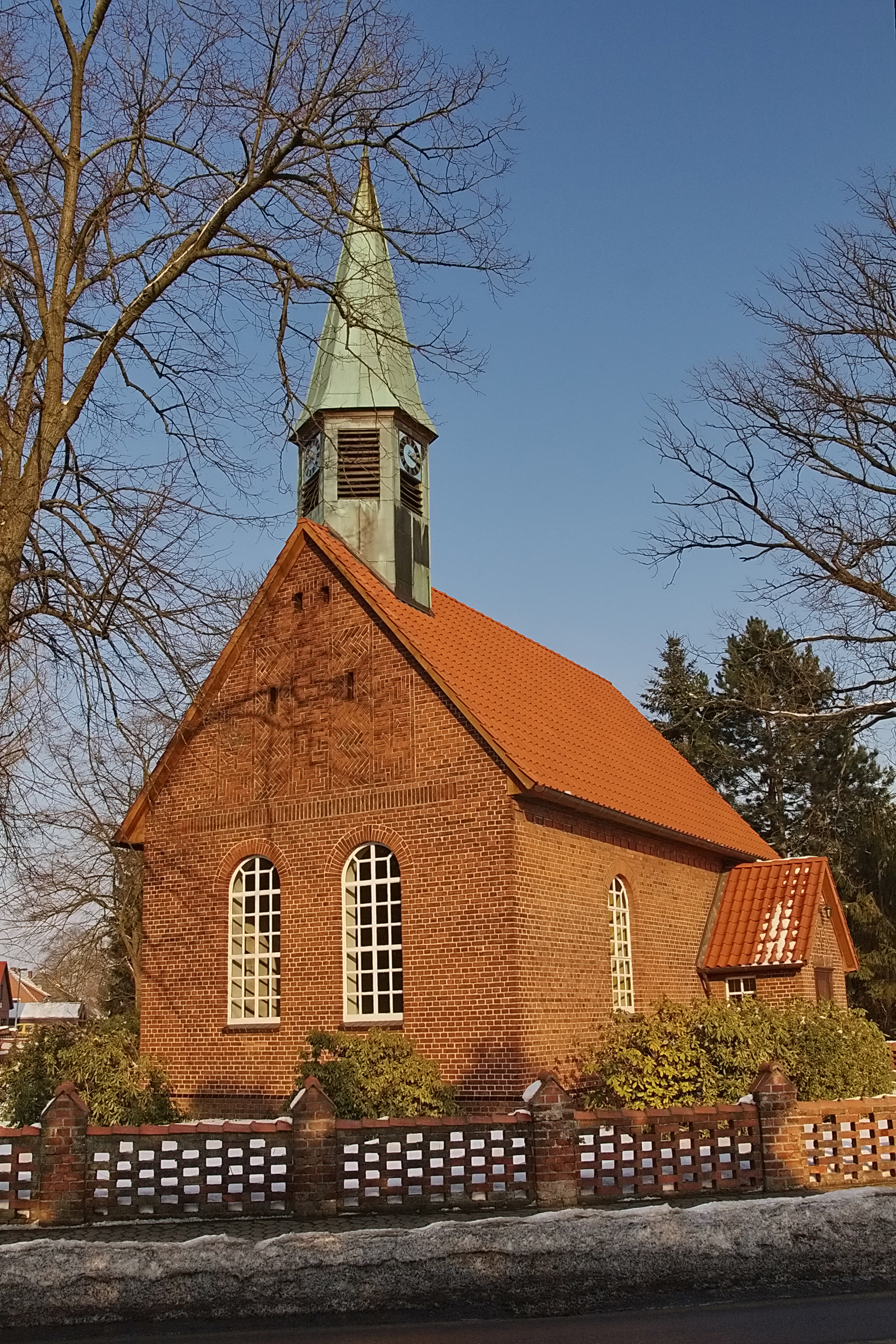
Johanneskapel, Abbensen
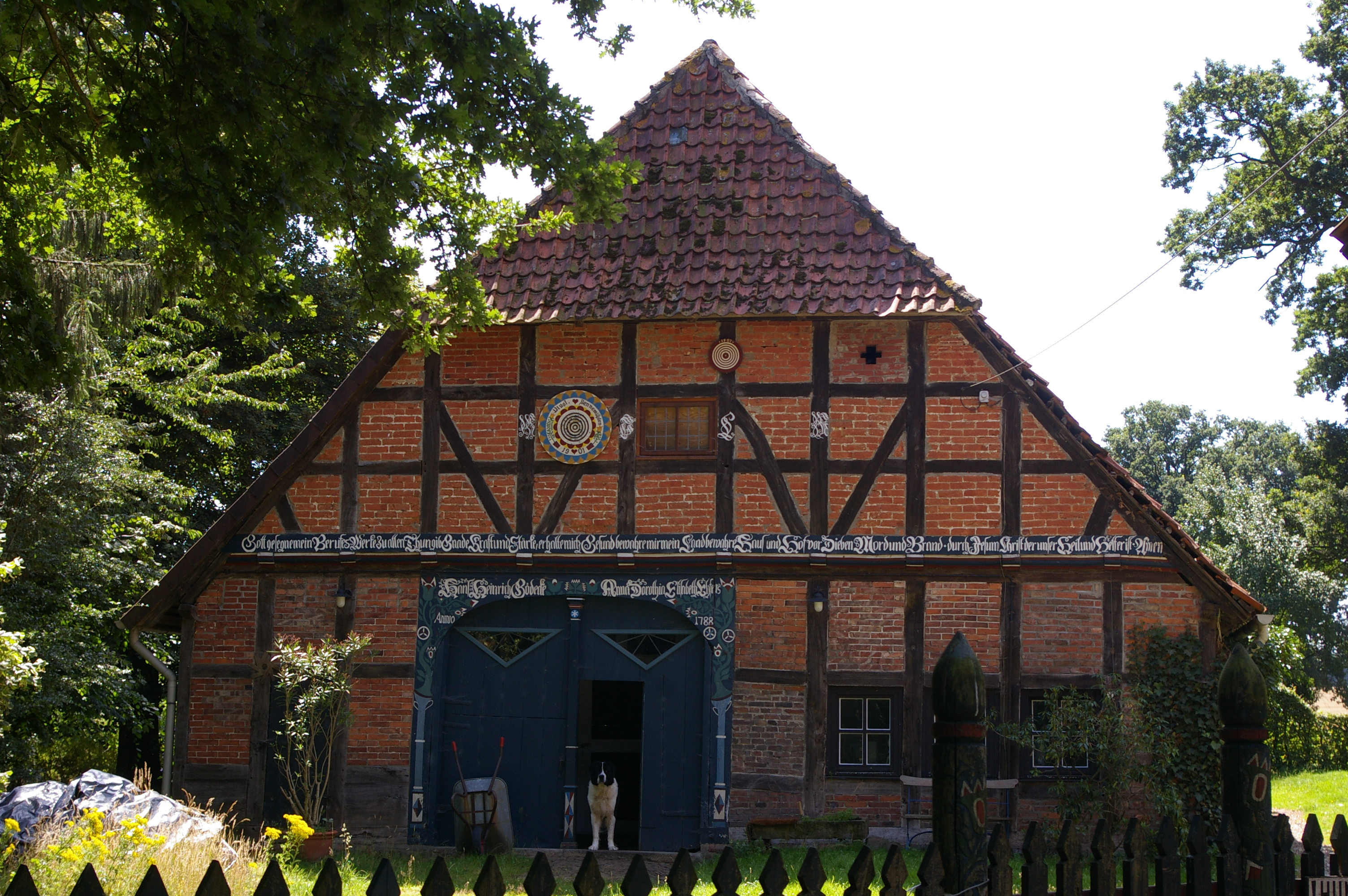
Schilderachtige boerderij te Bennemühlen
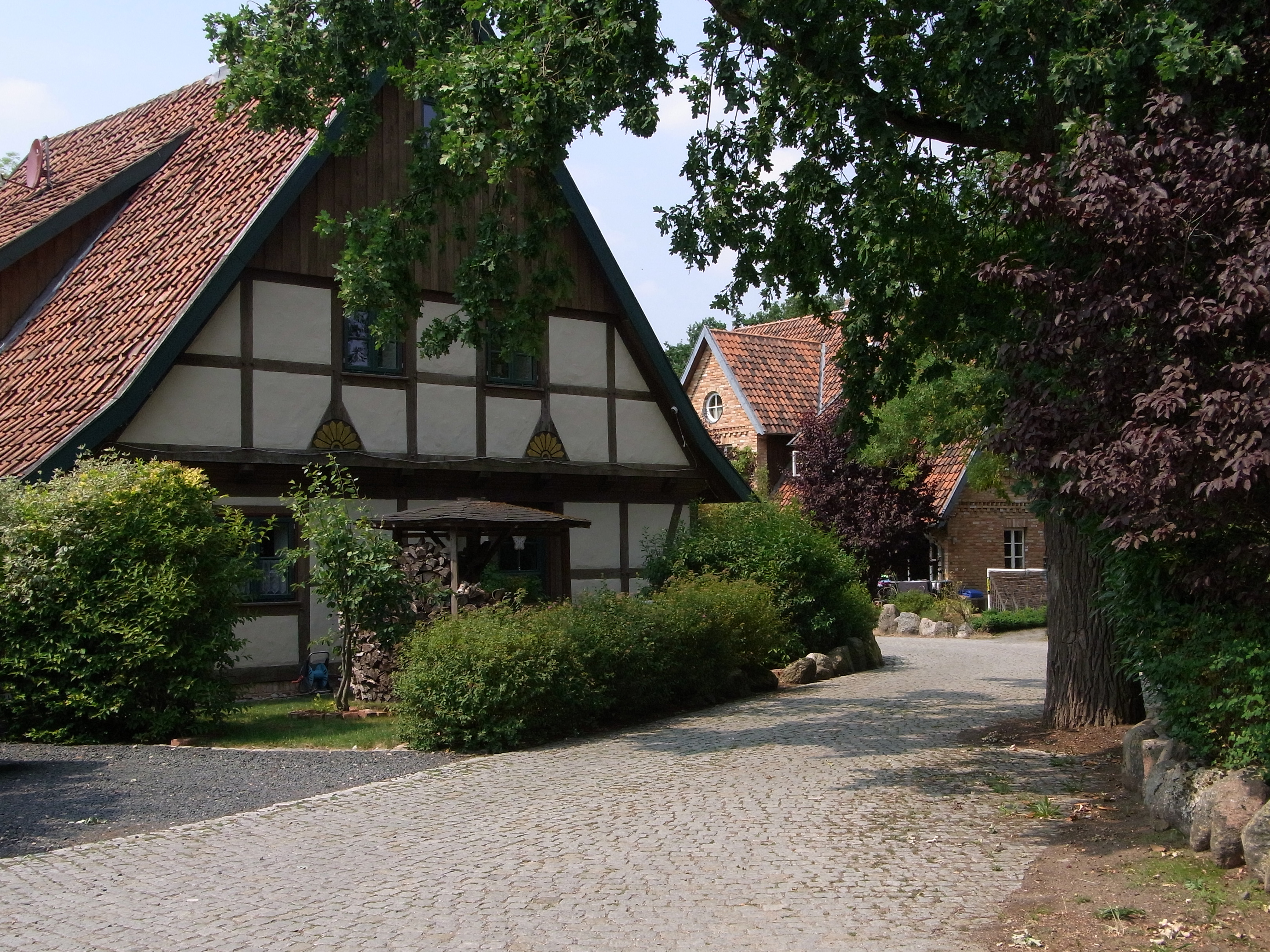
Schilderachtige boerderij te Berkhof
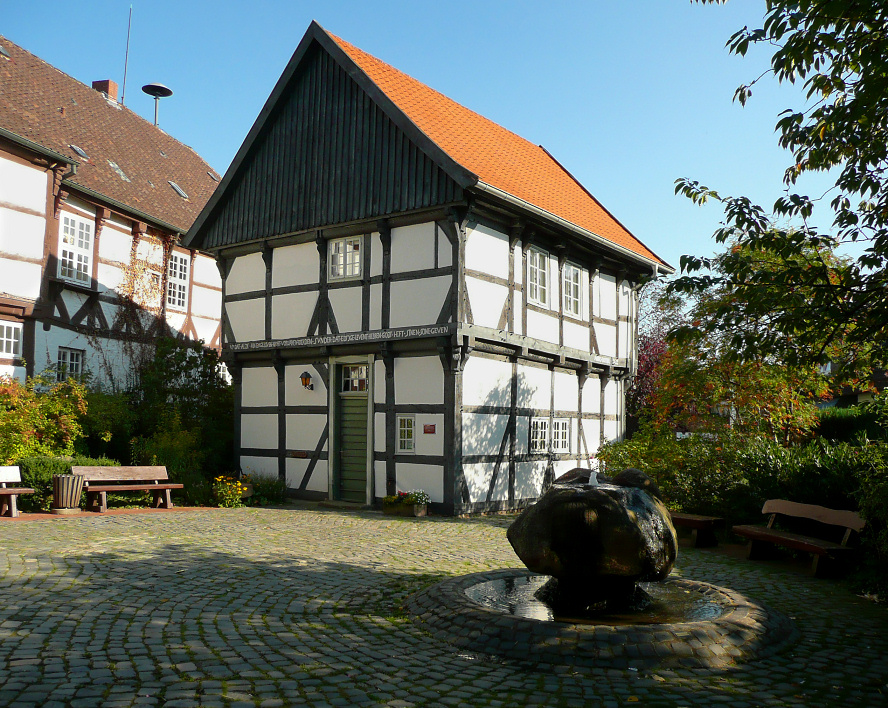
Het zgn. Kavaliershaus te Bissendorf
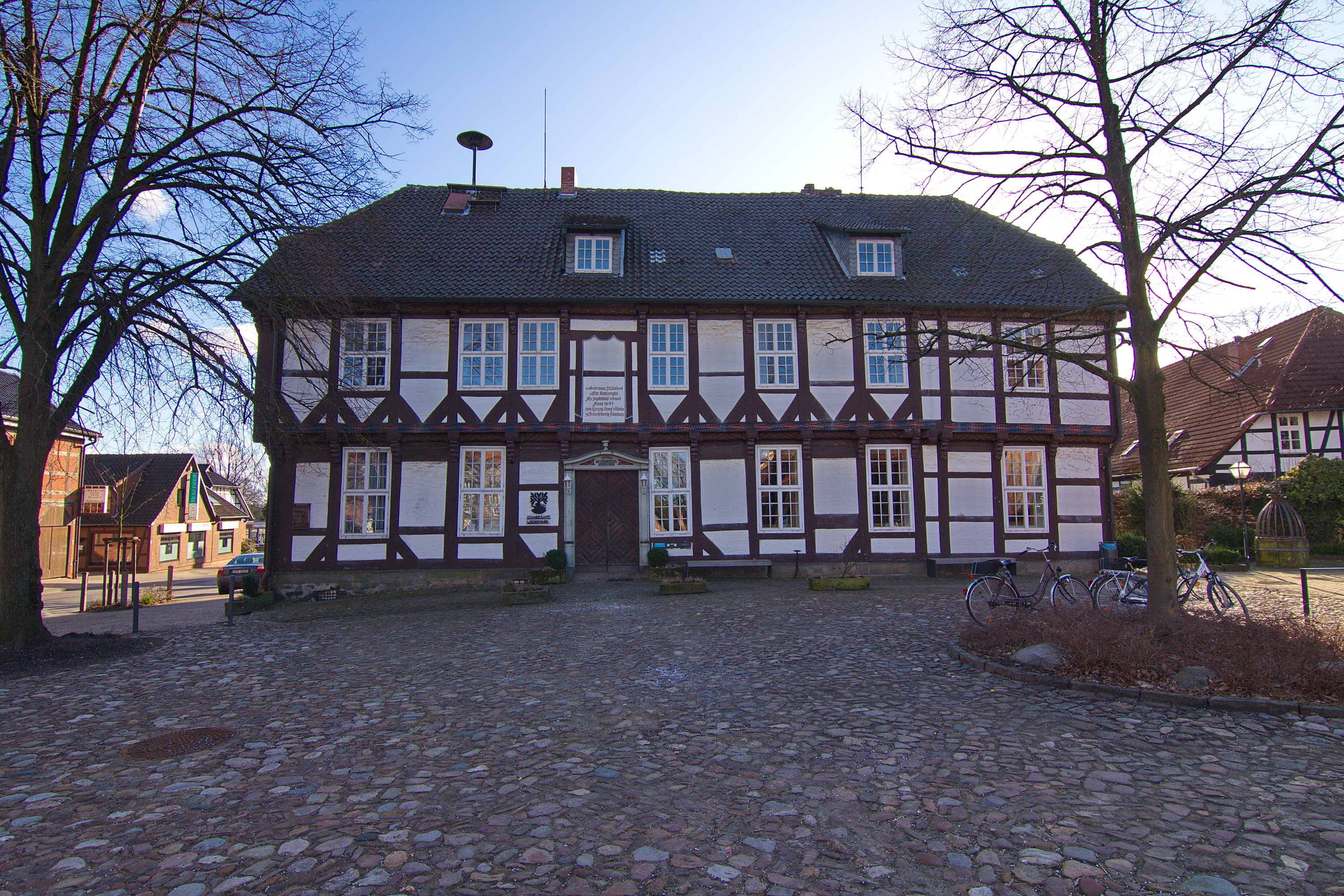
Het zgn. Amtshaus te Bissendorf (huis van de vertegenwoordiger van de landheer, de Amtmann)
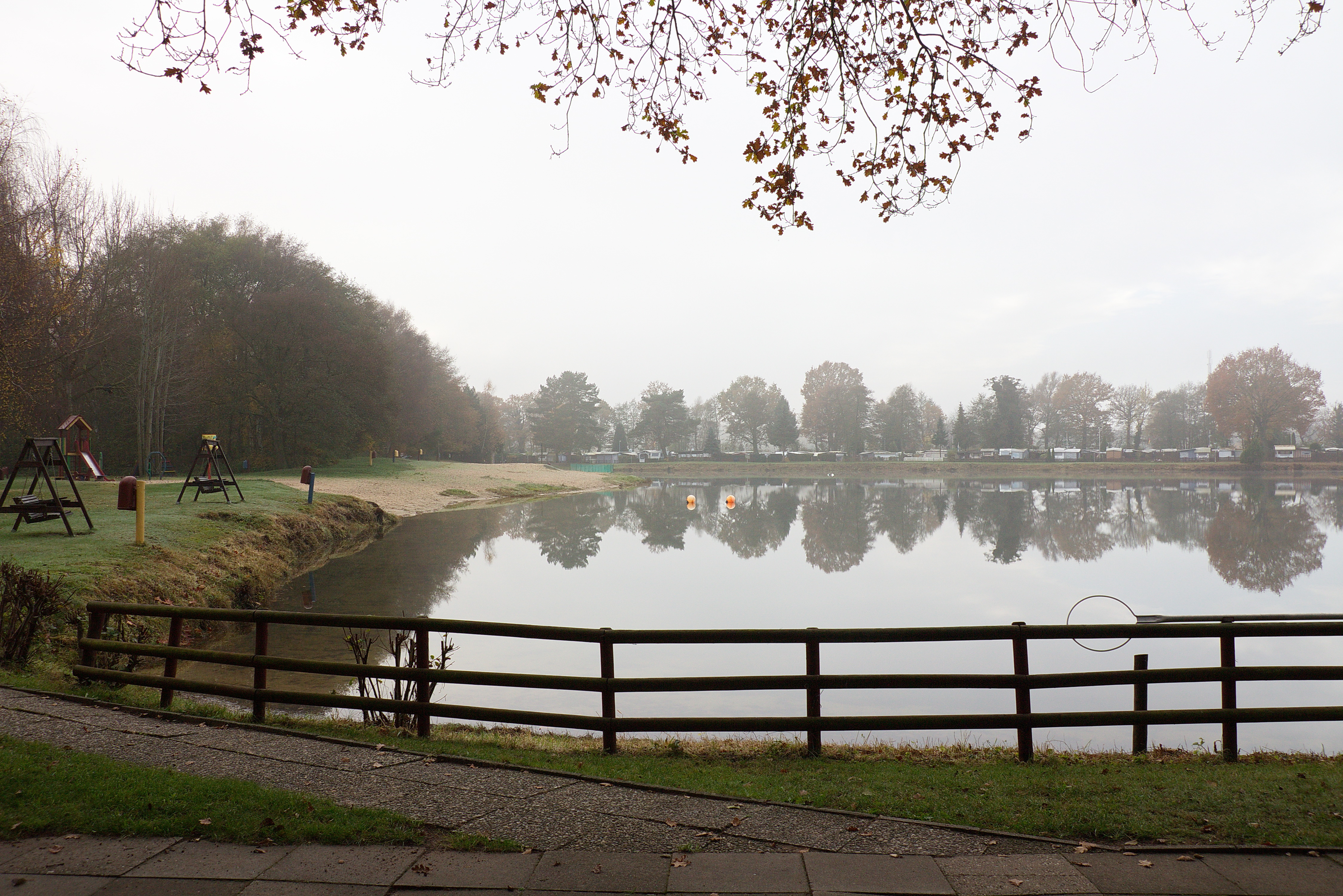
Recreatieplas Natelsheidesee bij Bissendorf-Wietze
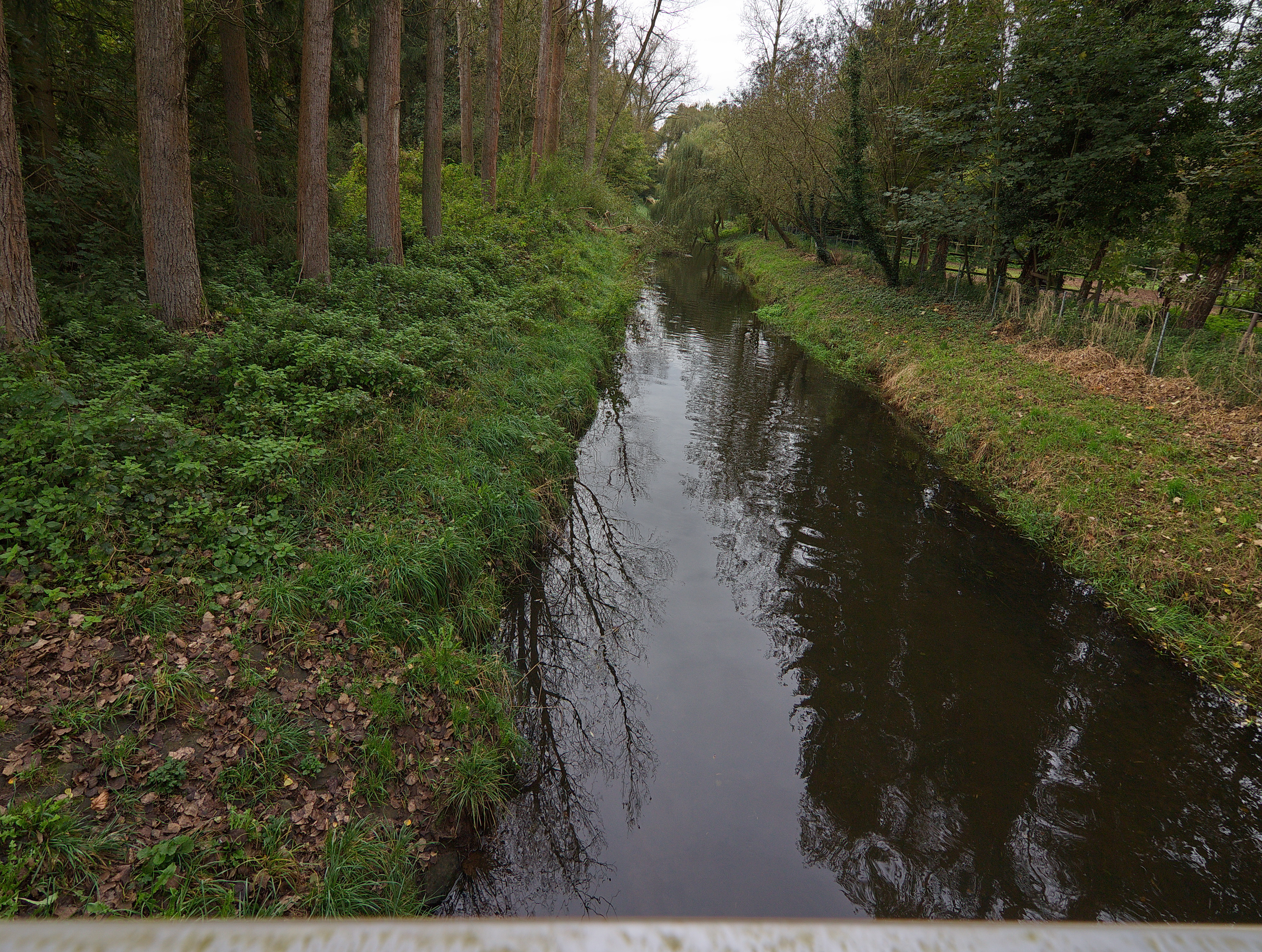
De Wietze (zijrivier van de Aller) bij  Bissendorf-Wietze
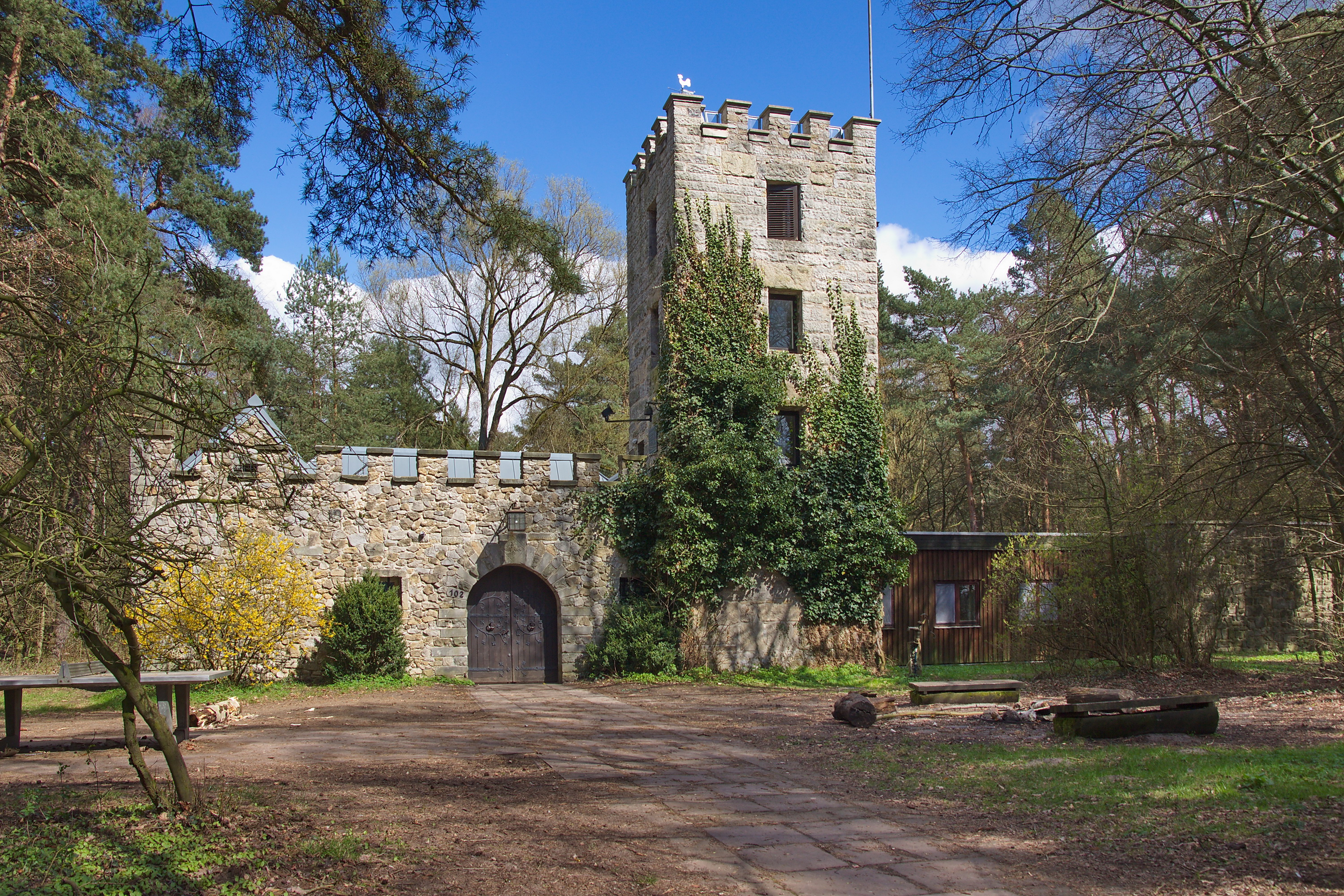
De Eichenkreuzburg
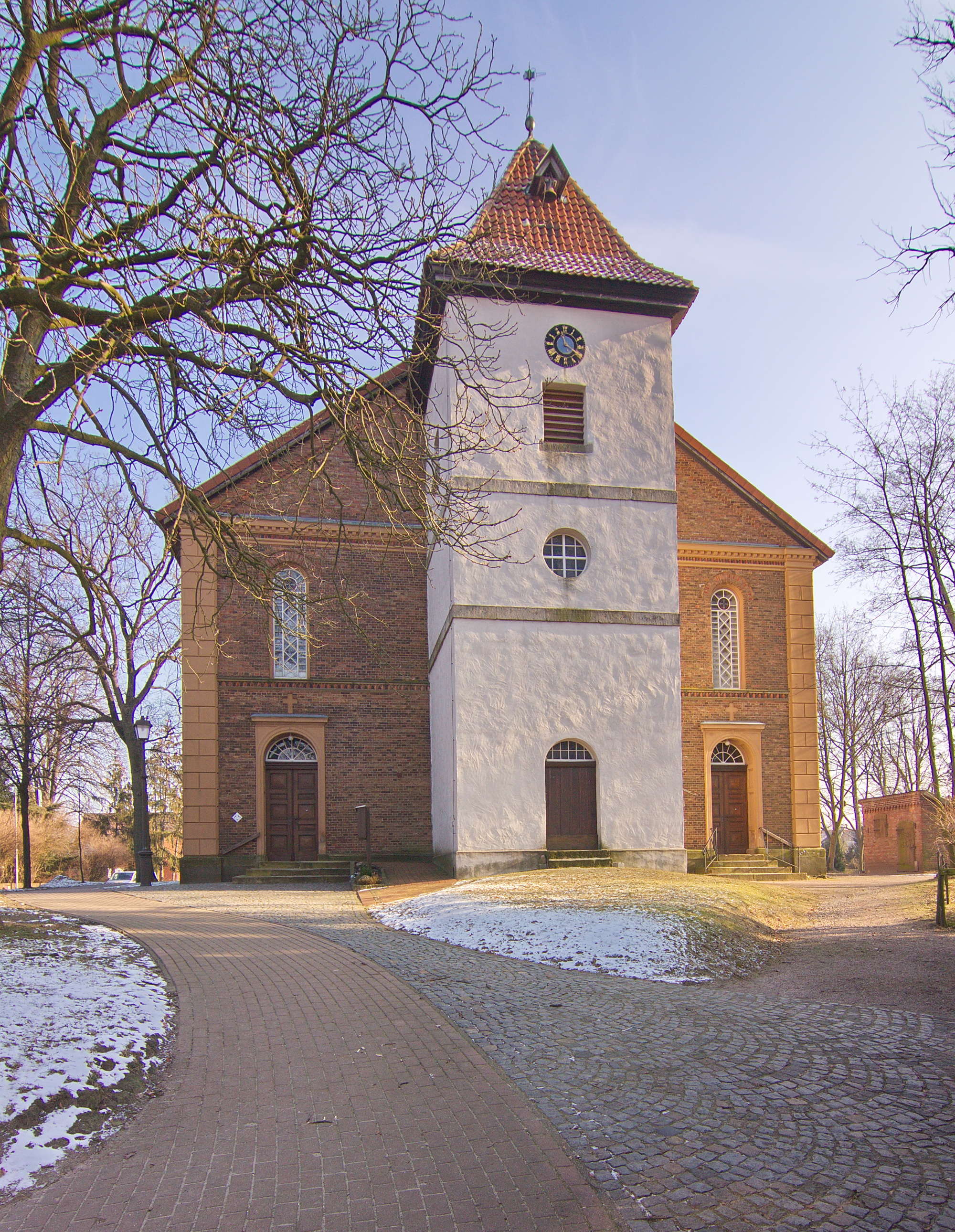
Kerk van Brelingen (1849)
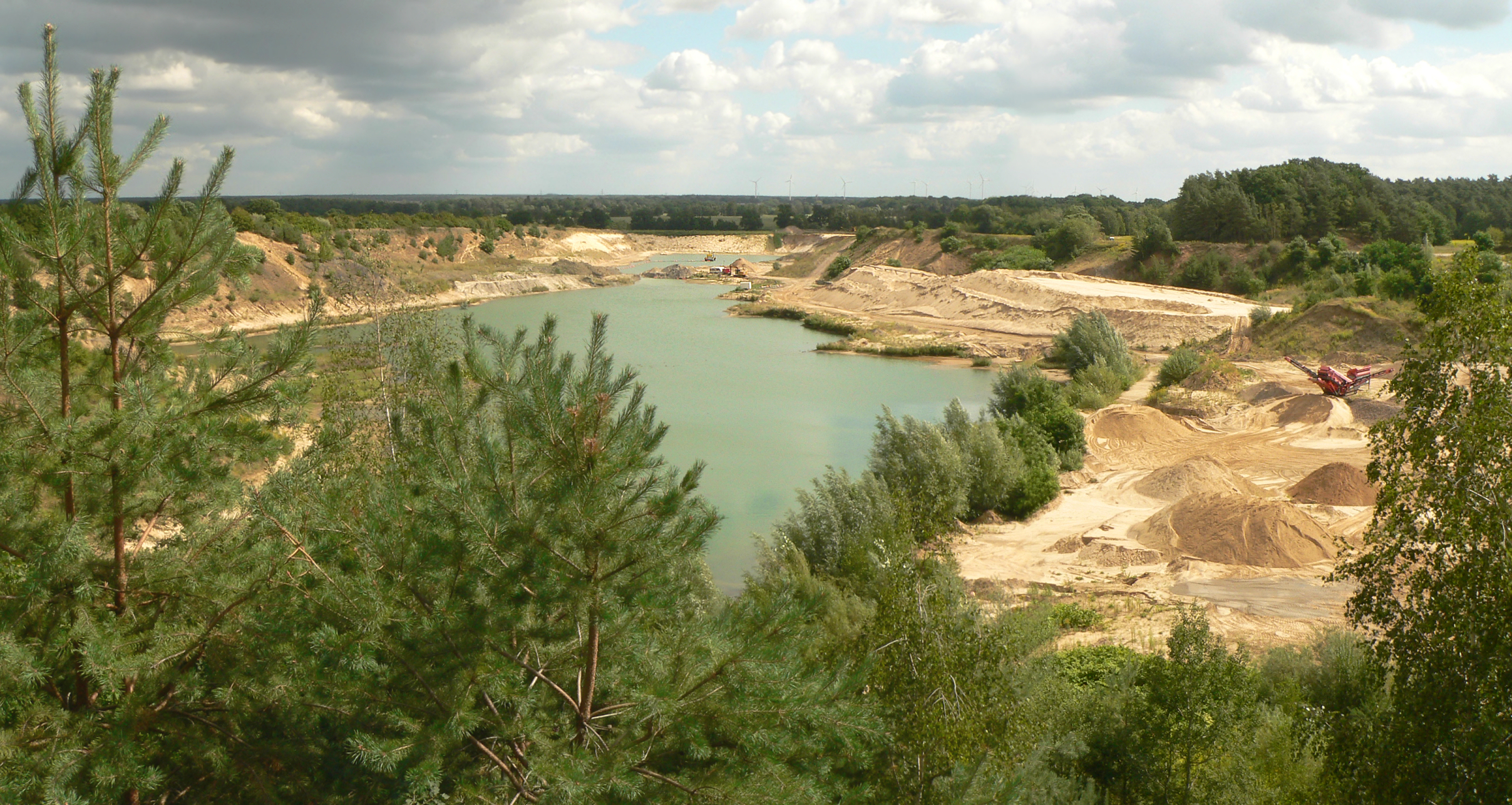
Meer, ontstaan door grindwinning in de Brelinger Berg
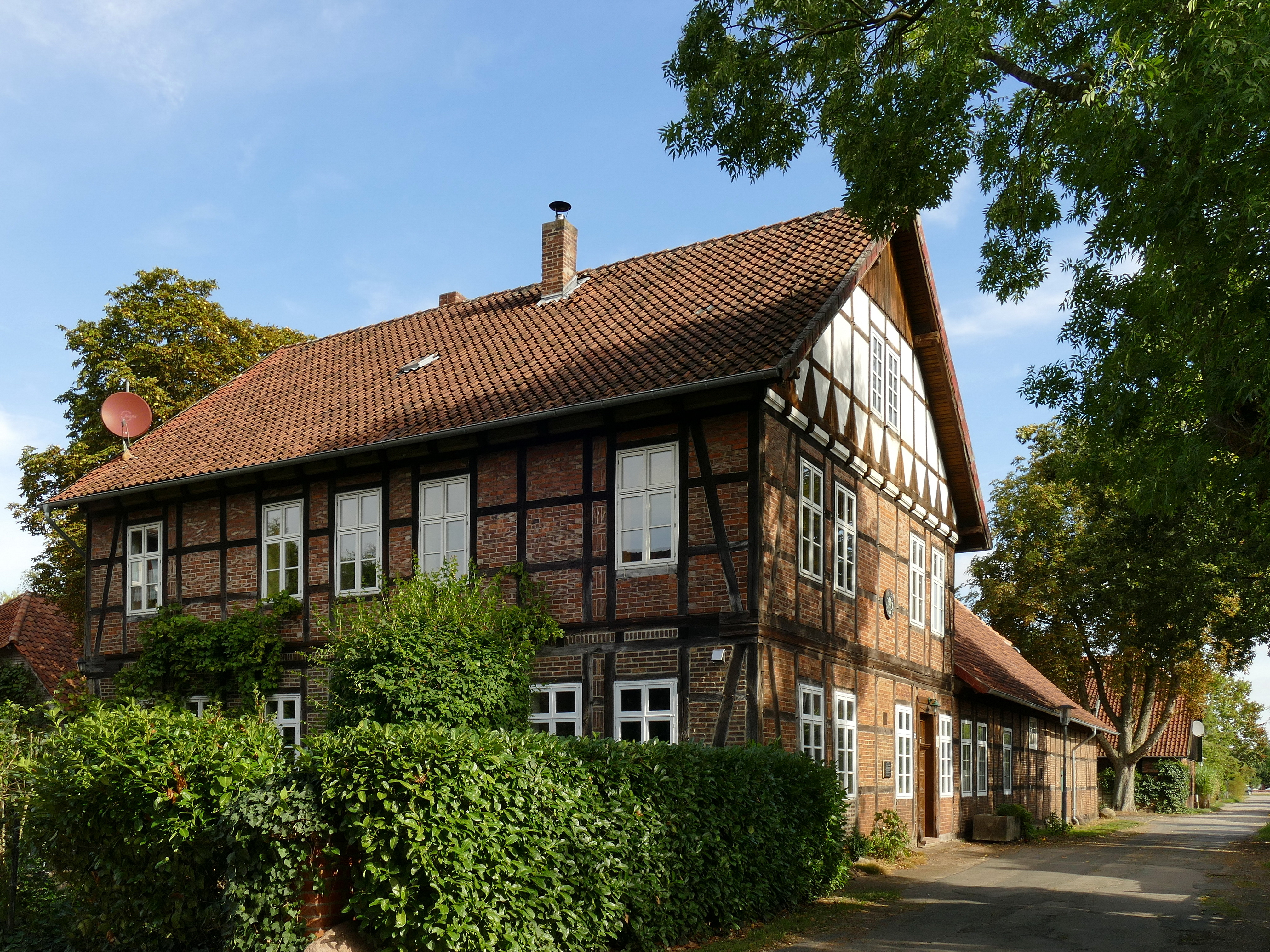
Schilderachtige boerderij te Elze
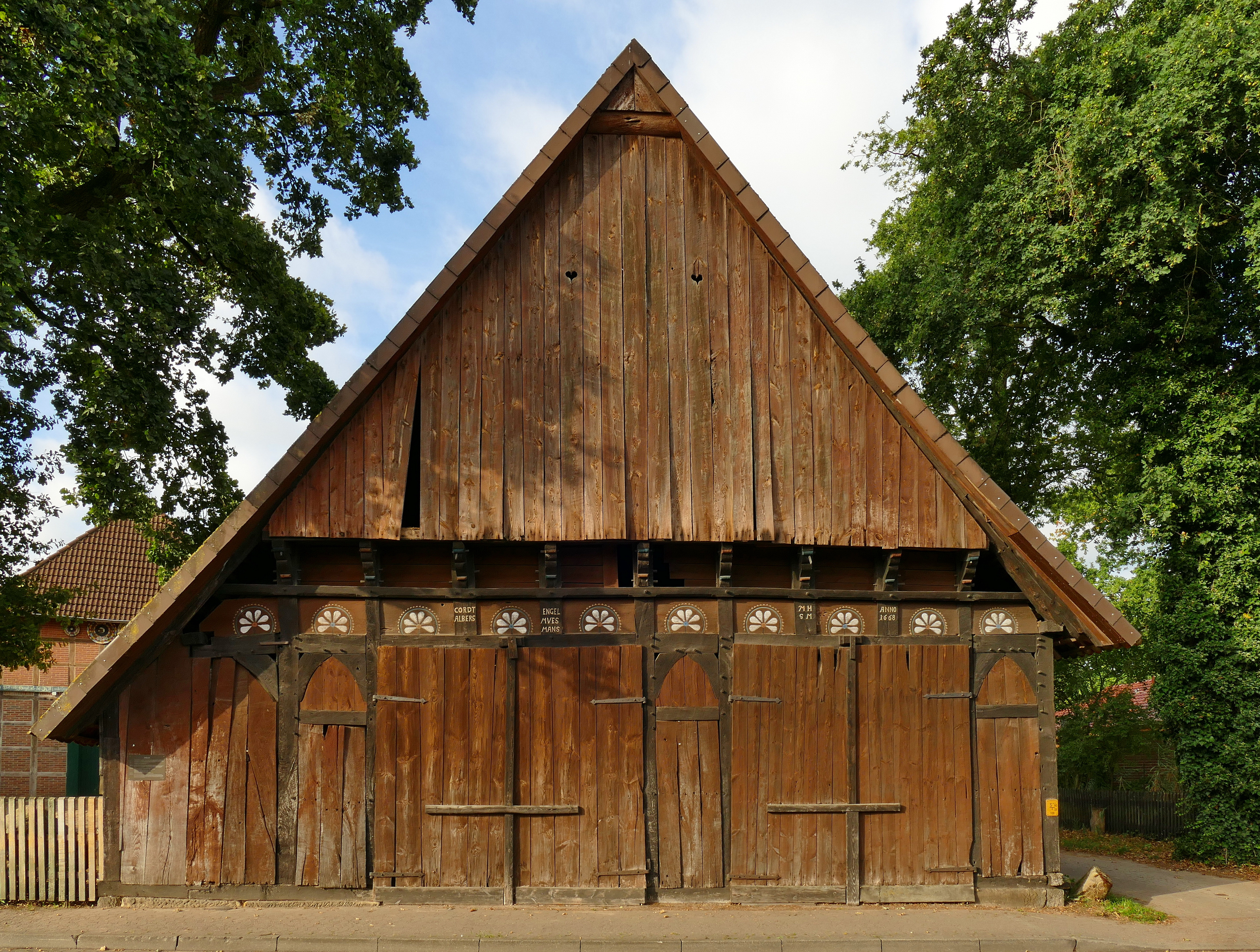
Karakteristieke boerenschuur te Elze (1668)
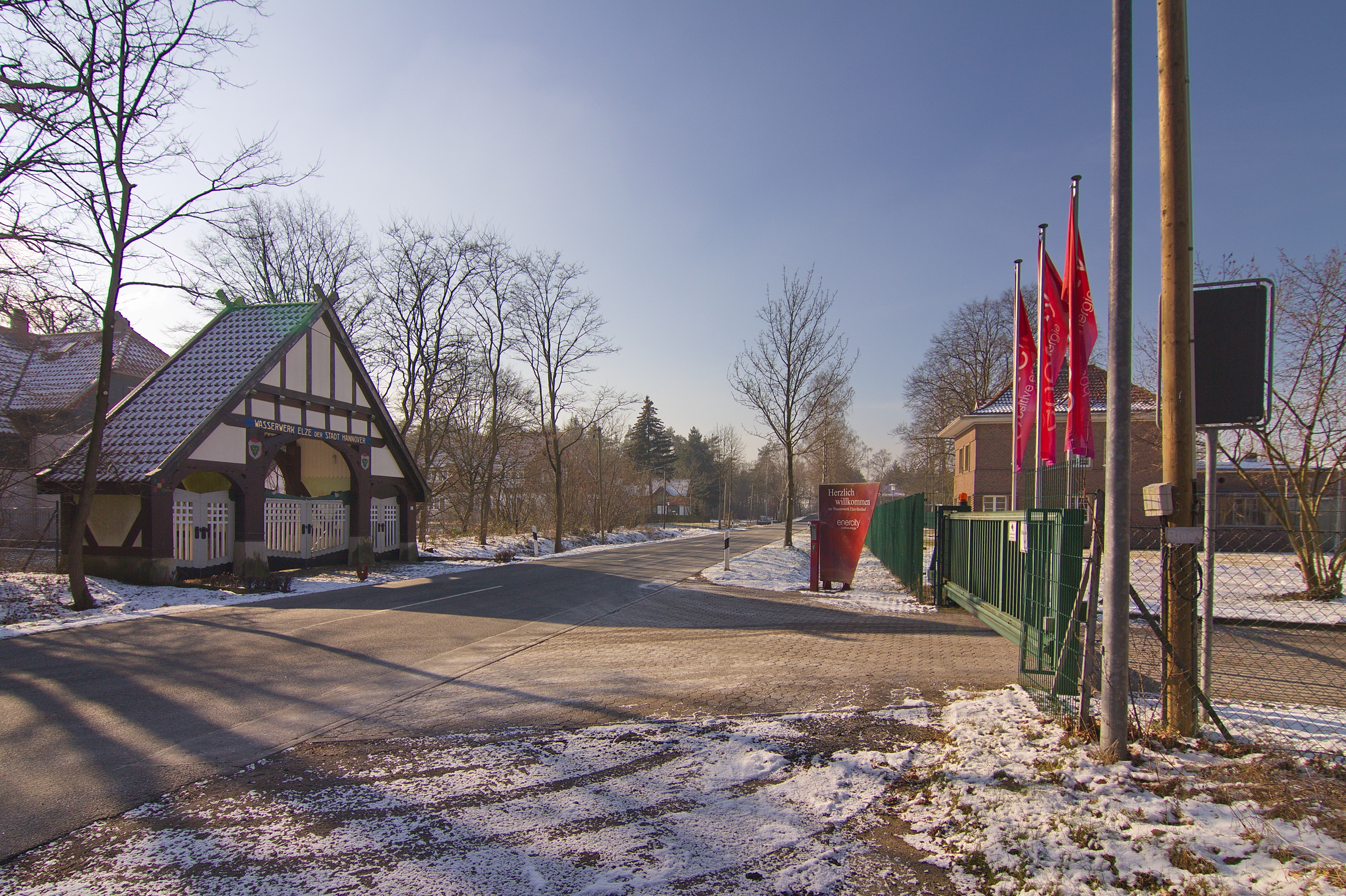
Ingang waterwinningsinstallatie, Elze
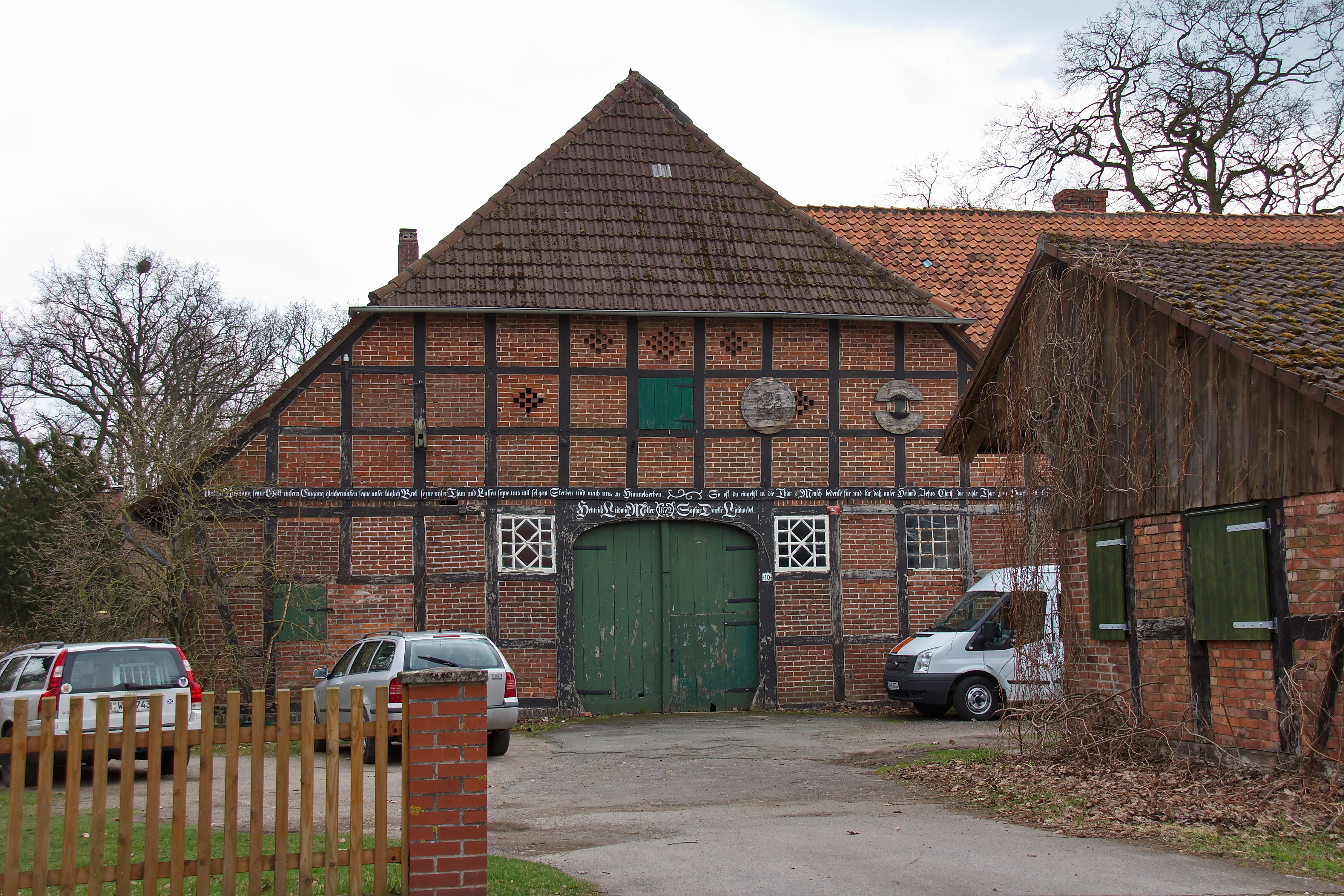
Schilderachtige boerderij te Meitze
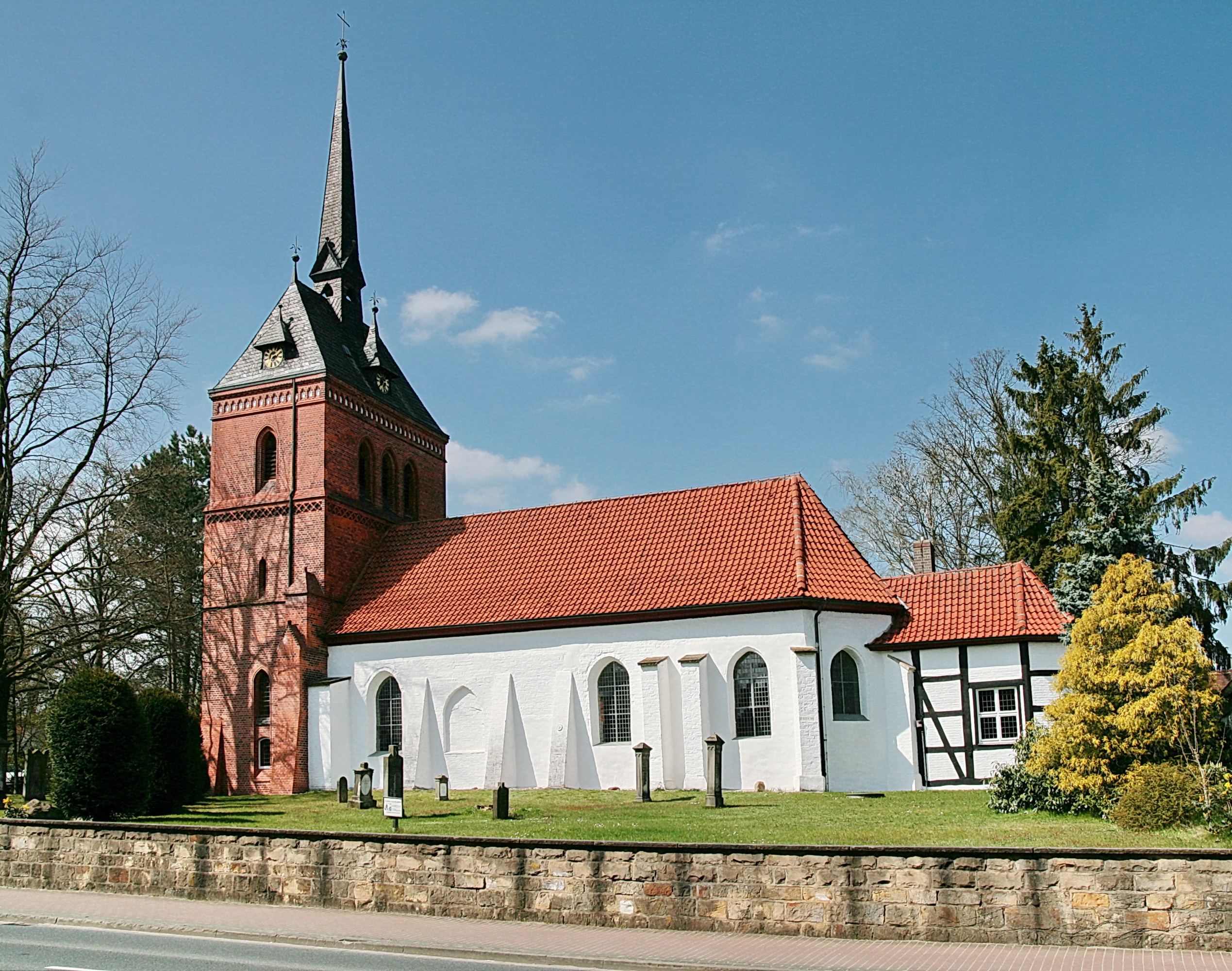
Sint-Joriskerk, Mellendorf (1497; nadien enige malen gerenoveerd)
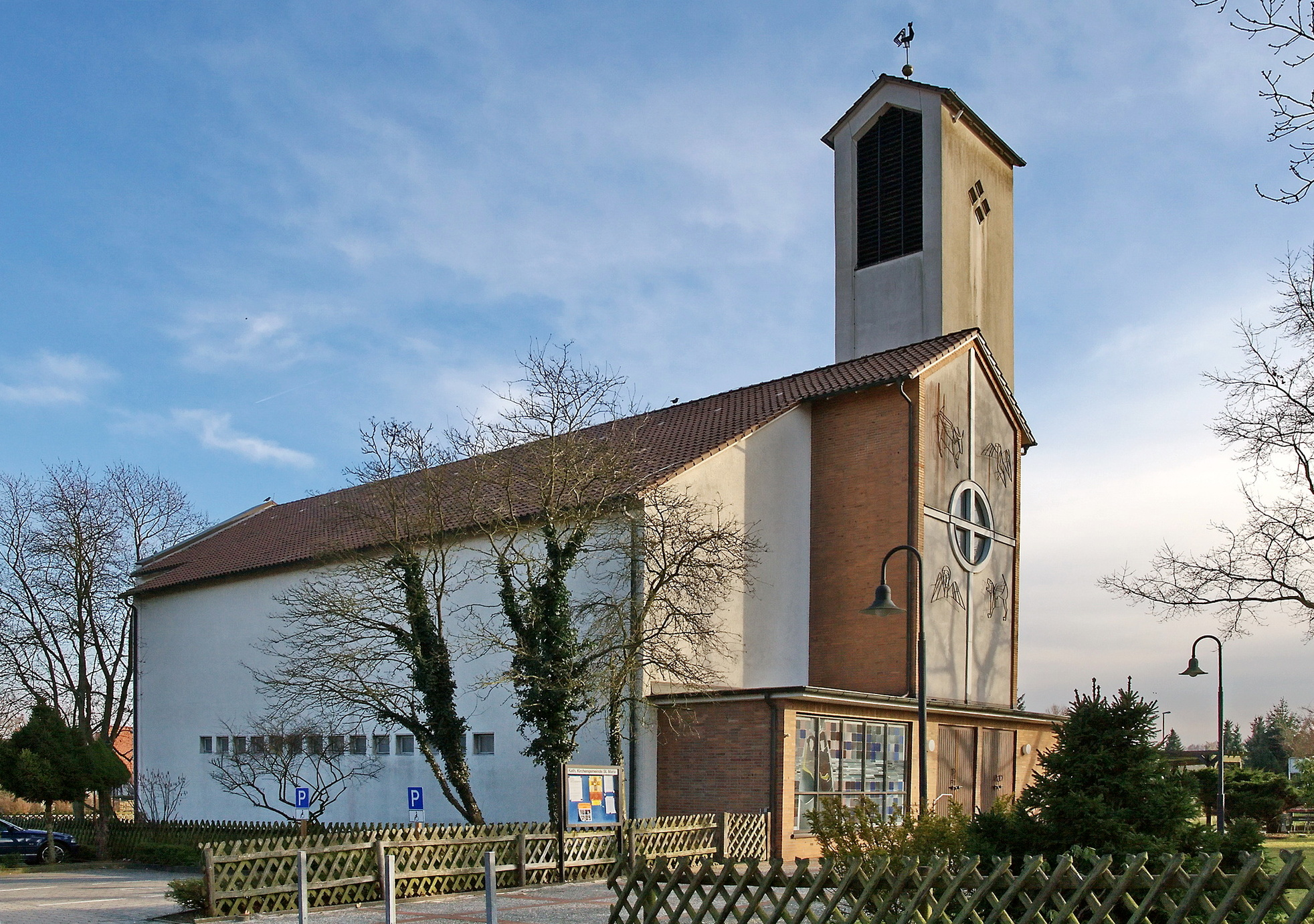
R.K. Mariakerk te Mellendorf, 1959
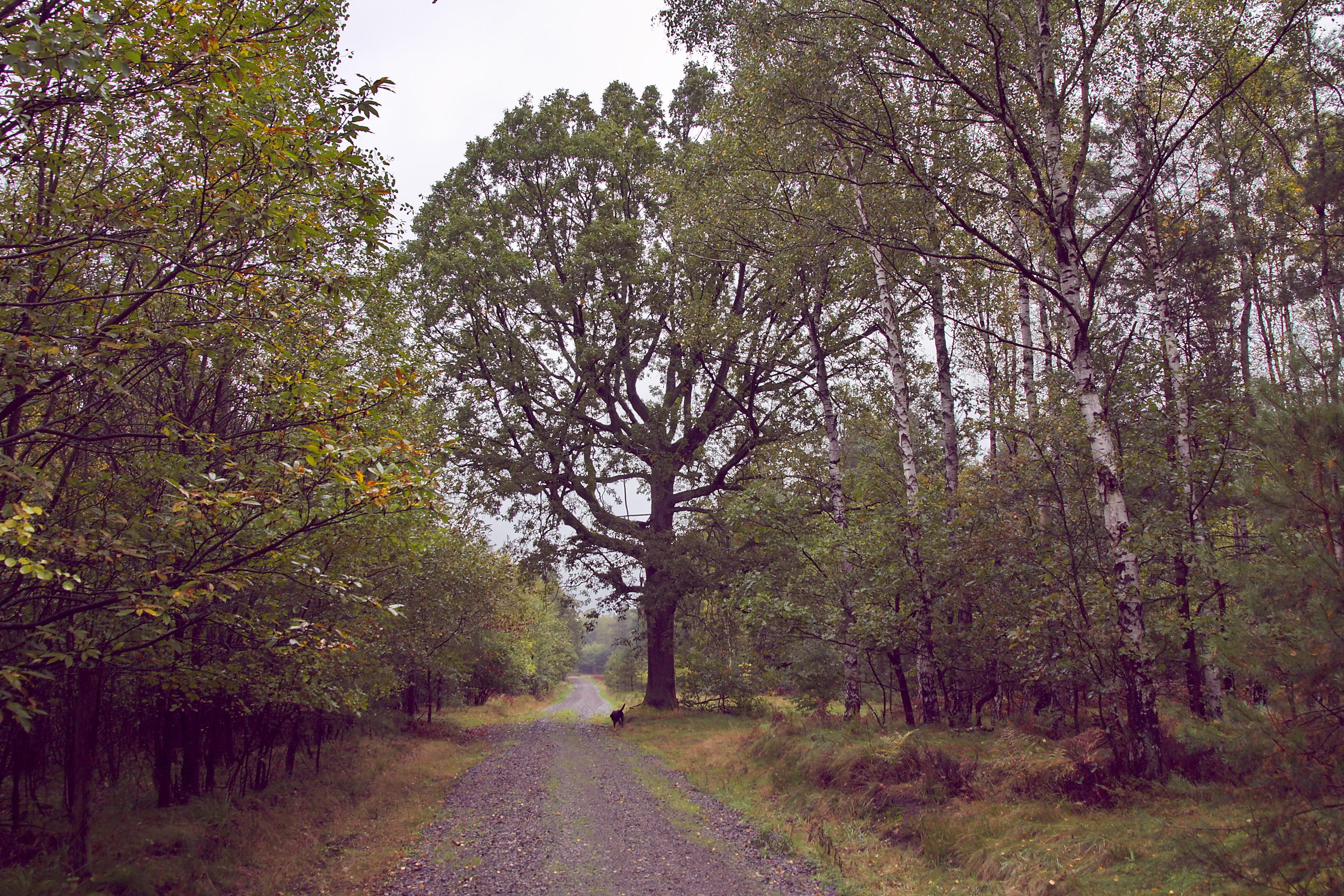
Gerechtseik Sodeiche in bos Rundshorn bij Mellendorf
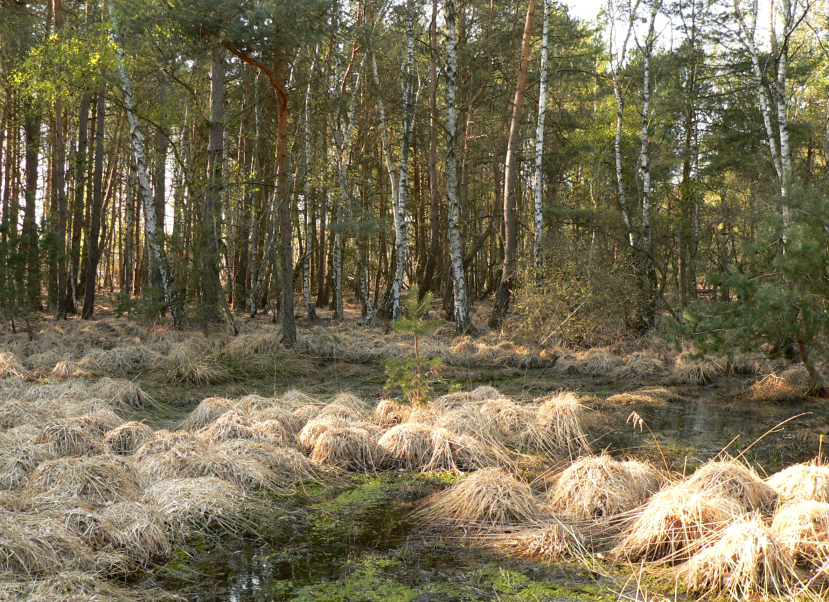
Natuurgebied (moeras) Schwarzes Moor bei Resse
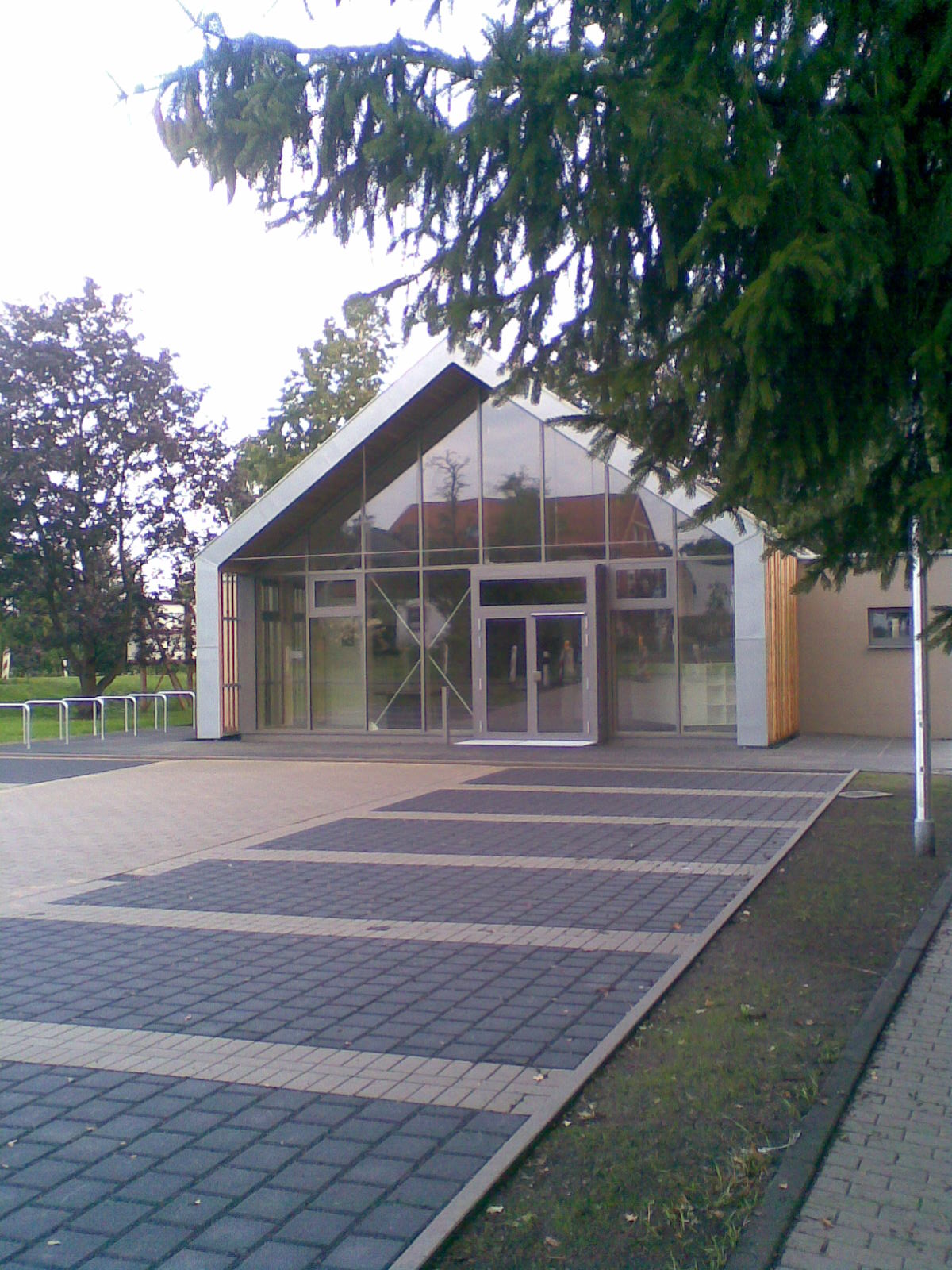
Informatiecentrum MOORiZ Resse
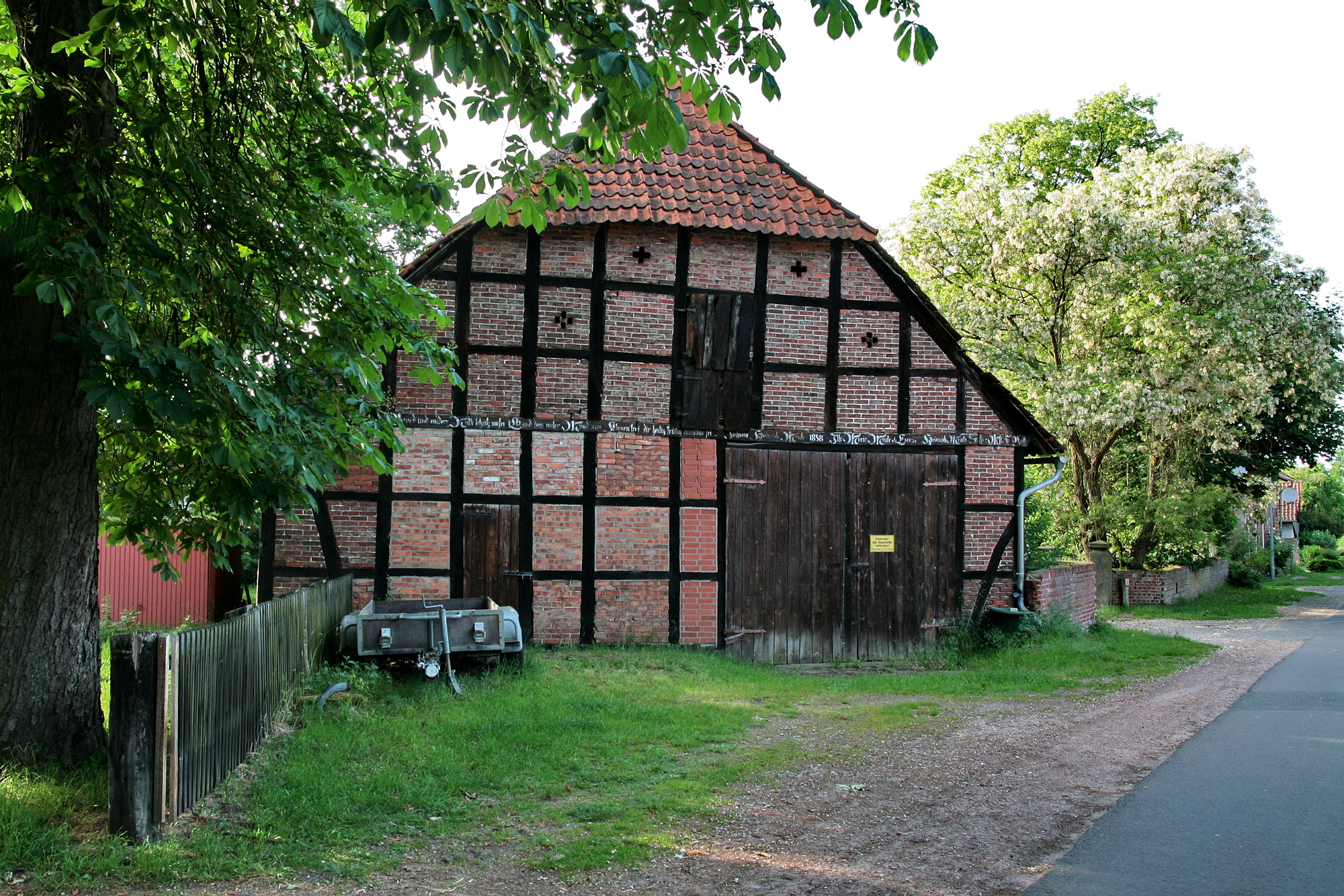
Schilderachtige boerderij te Oegenbostel
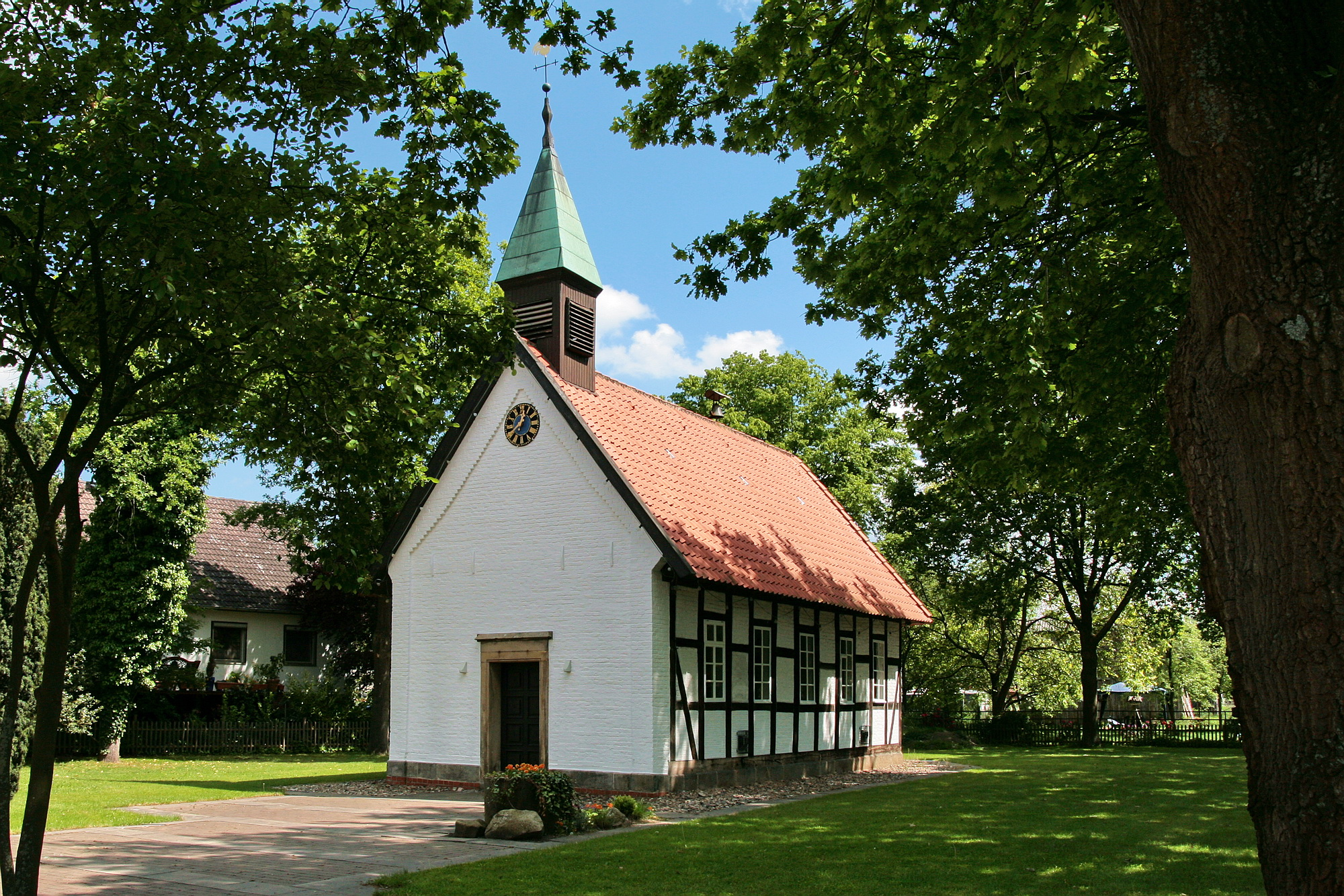
Kapel te Negenborn (1694)
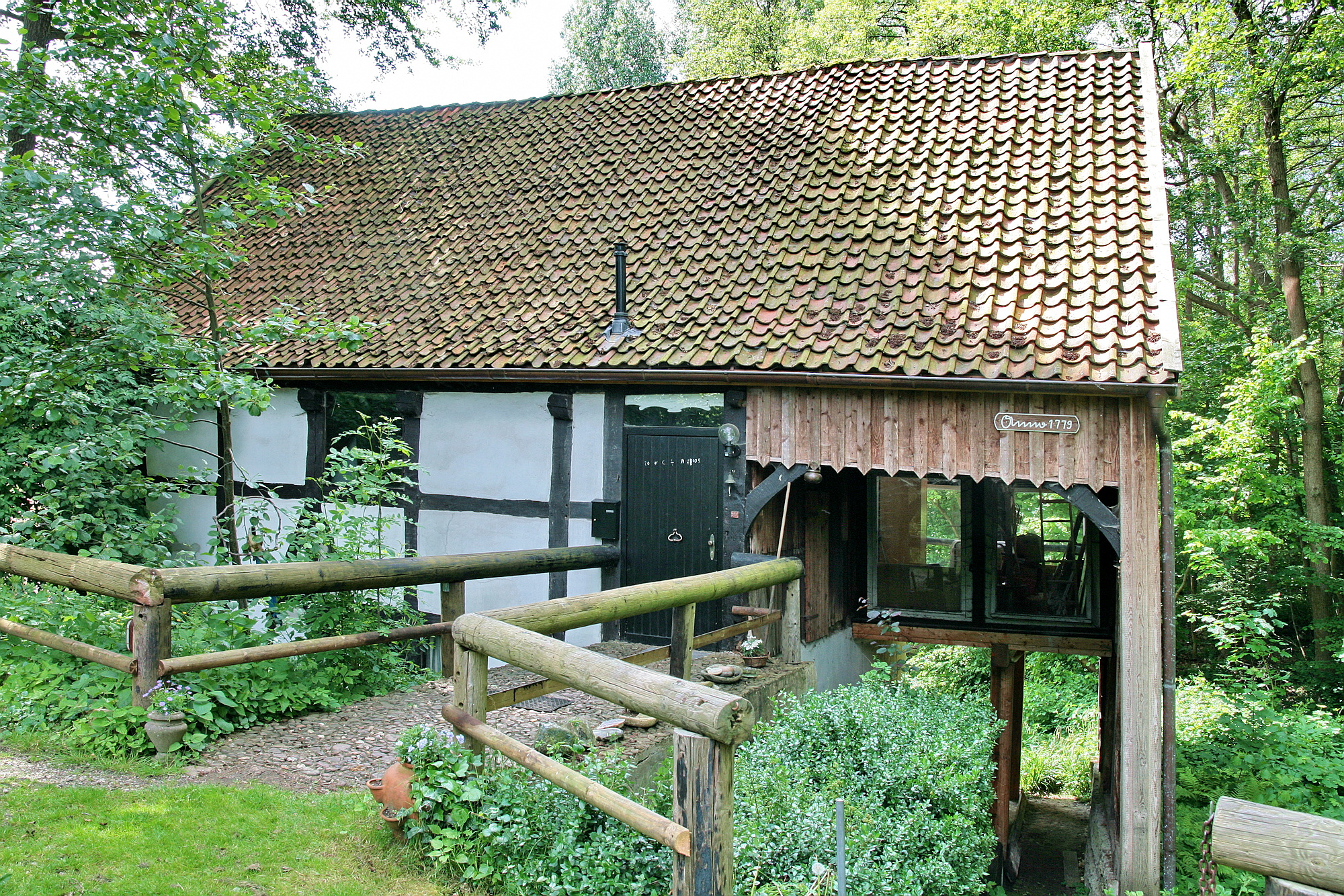
Watermolen bij Negenborn (Rodenbostelsche Mühle)
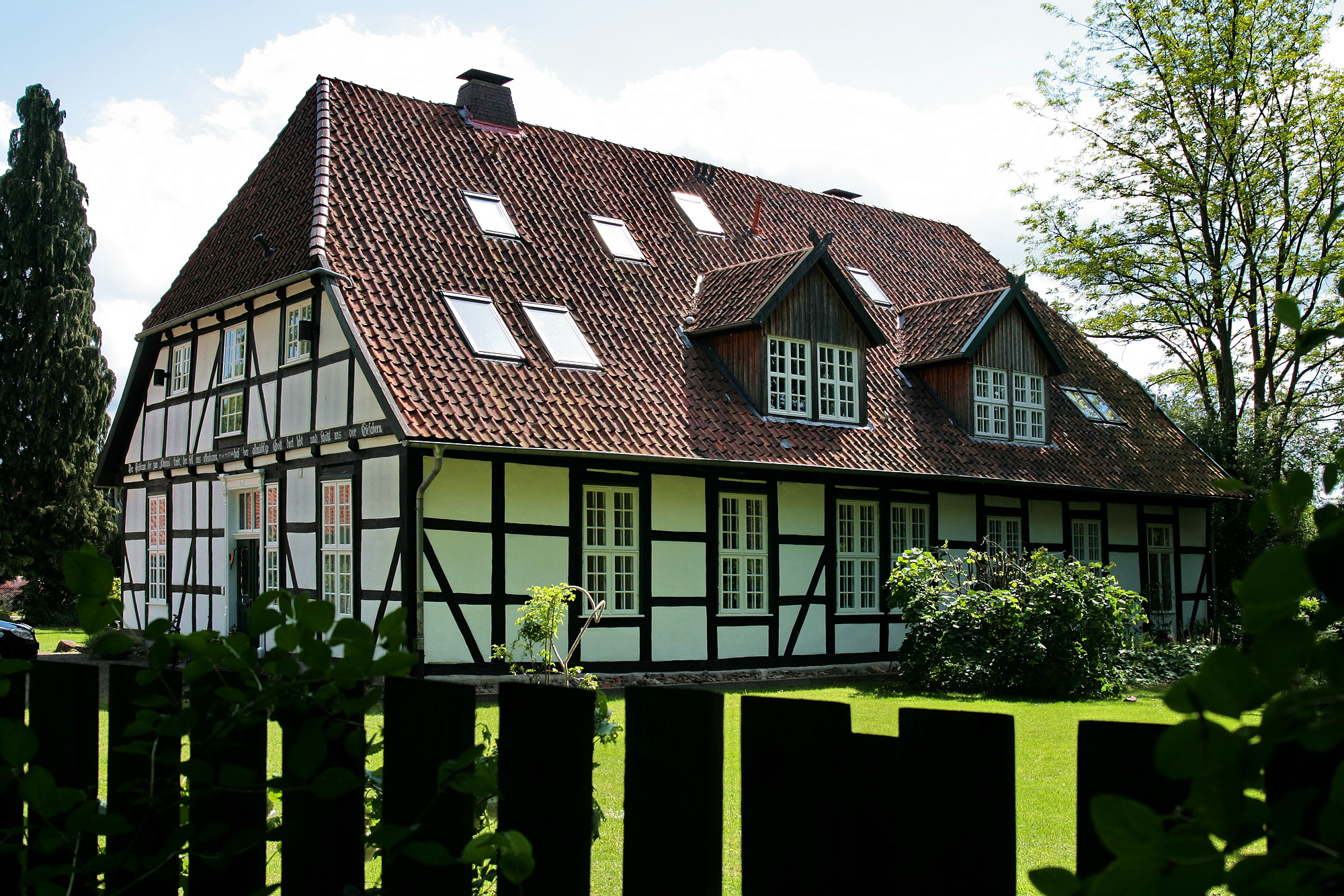
Boswachtershuis anno 1744, Wennebostel

## Belangrijke personen in relatie tot de gemeente
- Fritz Sennheiser (Berlijn, 9 mei 1912 – Wennebostel, 17 mei 2010), Duits elektrotechnicus en oprichter van het familiebedrijf Sennheiser Electronic, fabrikant van audioapparatuur; ereburger van de gemeente Wedemark.
- Klaus Meine (Hannover, 25 mei 1948), zanger, vooral bekend vanwege zijn werk als de frontman en soms ook de slaggitarist van de hardrock- en heavy-metalband Scorpions, inwoner van Bissendorf
- Matthias Jabs (* 25 oktober 1955 in Hannover), gitarist van de hardrock- en heavy-metalband Scorpions, inwoner van Bissendorf-Wietze
- Manfred Kohrs (* 24 januari 1957 in Hannover), kunstenaar en tatoeëerder; sinds de jaren 1970 pionier op het gebied van het tatoeëren als kunstvorm; inwoner van Resse (Wedemark)
- Heinz Rudolf Kunze (* 30 november 1956 in Espelkamp-Mittwald); veelzijdig kunstenaar, o.a.:  zanger (1985 : Dein ist mein ganzes Herz); tekstschrijver van o.a. popsongs, schlagers en kinderliedjes; heeft samengewerkt met Herman van Veen aan diens Duitse songteksten; woont te Bissendorf in de gemeente Wedemark

## Partnergemeentes
- Roye (Somme), Frankrijk

- Gemeinsame Normdatei: 4137674-2
- MusicBrainz: 9e22251e-8e15-4d24-b4e9-5f2532a3d020
- Virtual International Authority File: 238413038
- WorldCat: E39PBJwp3T7CFHGpvyf93mwjYP

Barsinghausen ·
Burgdorf ·
Burgwedel ·
Garbsen ·
Gehrden ·
Hannover ·
Hemmingen ·
Isernhagen ·
Laatzen ·
Langenhagen ·
Lehrte ·
Neustadt am Rübenberge ·
Pattensen ·
Ronnenberg ·
Seelze ·
Sehnde ·
Springe ·
Uetze ·
Wedemark ·
Wennigsen (Deister) ·
Wunstorf